# Blade II
Blade II è un film del 2002 diretto da Guillermo del Toro.
Il film è basato sull'omonimo personaggio di Marvel Comics, e sequel del film Blade (1998).
Wesley Snipes torna nel ruolo del protagonista e Kris Kristofferson in quello di Whistler. Si uniscono a loro Ron Perlman, Leonor Varela e Luke Goss nel ruolo dell'antagonista del film; in origine il cattivo del film doveva essere Morbius, il vampiro vivente, ma la Marvel decise di cambiarlo in Jared Nomak. Al film avrebbe dovuto partecipare anche la popstar Michael Jackson, eterno amico di Wesley Snipes, nel piccolo ruolo di un vampiro ma impegni presi in precedenza dal cantante hanno spinto la produzione a tagliare la sequenza.
Il film ha avuto un ulteriore seguito nel 2004 chiamato Blade: Trinity.

## Trama
Praga. Un uomo di nome Jared Nomak si reca in una banca del sangue per vendere il proprio sangue, ma viene portato in una stanza in cui si ritrova circondato da vampiri. Invece di esserne vittima, reagisce con violenza massacrandoli e cibandosene, rivelandosi fin da subito un vampiro atipico.
Nel frattempo Blade va alla ricerca del suo mentore Abraham Whistler, trasformato in vampiro e tenuto prigioniero dai suoi simili. Dopo aver scoperto il luogo in cui è tenuto e salvato il vecchio, i due ritornano nel nascondiglio dove ad attenderli c'è un nuovo componente della squadra, Scud, esperto in armi e tecnologia. Blade inietta un nuovo siero che fa tornare normale Whistler (la trasformazione ha curato il cancro, ma non ha rigenerato la gamba rotta).  I tre ricevono la visita inaspettata di diversi vampiri; Blade affronta una vampira che riesce a tenergli testa nel combattimento con la spada, che si rivelerà essere Nyssa, figlia dell'anziano Damaskinos. Dopo questo scontro i vampiri propongono un'alleanza a Blade che, dopo un'iniziale perplessità, si reca con i due amici nella residenza dell'anziano, dove viene informato del pericolo rappresentato da Nomak, membro di una nuova razza di vampiro chiamata Mietitore, mutata da un virus anomalo e che si nutre sia di vampiri che di umani. Qui fa la conoscenza di Damaskinos in persona e Kounen (consulente dei vampiri).
Damaskinos propone una collaborazione con Blade per distruggere Nomak (che nel frattempo continua a mietere vittime, le quali si trasformano in vampiri della sua razza dopo essere state morse), anche con l'ausilio di un team apposito (l'Emobranco) creato inizialmente per sconfiggere lo stesso Blade e dopo avergli fatto capire che anche gli umani sono in pericolo, si decide ad accettare. Del gruppo fanno anche parte Nyssa e Reinhardt, quest'ultimo non entusiasta dell'alleanza col Diurno, infatti, dopo una lite, il cacciatore gli pianta una micro bomba con argento nell'osso occipitale.
Il primo luogo da perlustrare è una discoteca piena di vampiri, dove avviene uno scontro con i seguaci di Nomak, che si scoprirà essere resistente ad aglio, argento e anticoagulante EDTA, ma non alla luce solare e ai raggi UVA. Blade e compagni hanno la meglio. Nonostante la perdita di un membro (Priest) e il ferimento di Lighthammer, Blade si insospettisce poiché vede Nomak risparmiare Nyssa e inoltre il mutante cerca di convincere il diurno stesso di non essere suo nemico. Il gruppo cattura un mutante che morirà subito dopo; dall'autopsia emerge che ha una bocca enorme dotata di aculei paralizzanti, una lunga lingua più affilata dei canini, di un osso protettivo intorno a metà del cuore che rende molto difficile trapassarlo con un'arma da taglio e che deve nutrirsi costantemente di sangue, motivo della sua morte, e l'unico a non risentirne è Nomak in quanto paziente zero.
L'Emobranco prosegue con la caccia e si avvia verso le fogne, dove si divide in ulteriori tre gruppi: Blade, Nyssa e Asad; Reinhardt, Chupa e Whistler; Lighthammer, Verlaine e Snowman. Il terzo gruppo incontra subito la morte: Lighthammer, apparentemente guarito dal primo scontro, diventa mutante, uccide Snowman e muore insieme a Verlaine davanti ai raggi solari. Reinhardt e Chupa invece aggrediscono Whistler per vendicare il loro compagno, ma l'uomo riesce a salvarsi grazie all'arrivo dei mutanti che divorano Chupa ed in seguito anche Asad. Nel frattempo Blade attiva la bomba a raggi UVA e fa una strage di mutanti. Dopo l'esplosione Whistler viene trovato da Nomak, che, però, non ha intenzione di ucciderlo; infatti gli rivela alcuni segreti da raccontare a Blade. Tuttavia il successo della battaglia viene interrotto dall'intervento di soldati al servizio dei vampiri che catturano Blade, Whistler e Scud, e credono Nomak morto insieme ai suoi simili.
Al quartier generale dei vampiri, Blade viene a conoscenza di alcune verità nascoste: Nomak è figlio di Damaskinos e la sua mutazione non è casuale, ma voluta dallo stesso anziano che aveva intenzione di creare una nuova specie di vampiro più forte e resistente, fallendo in tale tentativo. Inoltre Scud è un "familiare" e ha fatto il doppio gioco per tutto il tempo; Blade tuttavia si era reso conto dell'inganno fin dall'inizio e aveva taciuto solo per poter usare il talento di Scud a suo vantaggio. Giunto a questo punto lo uccide tramite la micro bomba che Reinhardt ha rimosso, facendo credere a Blade che non funzionasse. Ora l'unico obiettivo rimasto è prelevare tutto il sangue di Blade e cercare di creare un siero per rendere diurni tutti i vampiri. Blade viene così lasciato esanime e dissanguato in una stanza mentre Nomak fa irruzione nella base per vendicarsi di chi lo ha usato come cavia e farsi giustizia da solo, uccidendo chiunque senza trasformarlo in un simile  (Whistler gli ha rivelato dove si nasconde il padre). Nyssa, sconvolta dalle informazioni su Nomak e dalle menzogne del padre, è disgustata da quanto è avvenuto poiché il padre non si è fatto problemi a ingannare, usare e anche sacrificare i suoi stessi figli pur di raggiungere i propri scopi, tra cui catturare Blade, mentre quest'ultimo, pur essendo loro nemico giurato, l'ha salvata due volte dimostrandosi un uomo d'onore. Intanto Whistler si libera, uccide Kounen e getta Blade in una vasca di sangue per farlo riprendere. Il Diurno torna in forze, annienta la squadra di sicurezza, incluso Reinhardt, riprendendosi la sua spada e il suo equipaggiamento. Nyssa e Damaskinos invece vengono inseguiti da Nomak per tutto il palazzo, fino ad arrivare ad un salone dove Nyssa, stanca delle false promesse del padre, decide di bloccarlo e di farsi uccidere insieme a lui da Nomak. Damaskinos finge di chiedere perdono a Nomak, ma il mutante non cede alle bugie del padre e lo uccide senza pietà dissanguandolo; poi azzanna anche Nyssa, ma viene fermato da Blade. Nel violento duello finale, il Diurno ha la meglio e conficca la spada nella metà del cuore di Nomak senza la protezione ossea uccidendolo. Nyssa, a terra e con ancora pochi minuti prima di mutarsi nella specie di Nomak, chiede a Blade come ultimo desiderio di vedere l'alba. Whistler dopo aver distrutto i campioni e le ricerche sui mutanti raggiunge Blade, per assistere alla morte di Nyssa incenerita dal sole.
Terminata la missione, Blade mantiene la promessa fatta all'inizio del film a un vampiro, che aveva risparmiato temporaneamente in cambio di informazioni, e lo uccide in un nightclub trafiggendolo alla fronte con la sua spada.

## Personaggi
- Eric Brooks / Blade, interpretato da Wesley Snipes: metà vampiro, metà essere umano. È uno spietato cacciatore di vampiri ed un supereroe dannato.
- Abraham Whistler, interpretato da Kris Kristofferson: mentore ed alleato di Blade.
- Leonor Varela è Nyssa Damaskinos: figlia di Eli Damaskinos, diventerà alleata di Blade.
- Ron Perlman è Reinhardt: un vampiro membro dell'Emobranco, odia profondamente Blade.
- Norman Reedus è Josh "Scud": alleato di Blade, ha sostituito Whistler durante la sua lunga assenza.
- Luke Goss è Jared Nomak: il primo membro di nuova razza di vampiro denominata Mietitore, vuole la sua vendetta contro Damaskinos.
- Thomas Kretschmann è Eli Damaskinos: un vampiro anziano ossessionato dal dar vita ad una nuova razza di vampiri.
- Matt Schulze è Chupa: un membro dell'Emobranco, odia Whistler.
- Danny John-Jules è Asad: un membro dell'Emobranco.
- Donnie Yen è Snowman: un membro dell'Emobranco, abile spadaccino.
- Karel Roden è Karel Kounen: l'avvocato e consulente di Damaskinos.
- Marit Velle Kile è Verlaine: un membro dell'Emobranco, fidanzata di Lighthammer.
- Daz Crawford è Lighthammer: un membro dell'Emobranco, fidanzato di Verlaine.
- Tony Curran è Priest: un membro dell'Emobranco.
- Santiago Segura è Rush: un vampiro risparmiato da Blade a Praga.

## Produzione
Dopo il successo del primo film, la New Line Cinema diede via libera ad un sequel, ingaggiando ancora una volta David S. Goyer come sceneggiatore. Stephen Norrington non tornò alla regia e fu rimpiazzato da Guillermo del Toro, avvicinato al progetto dal produttore Peter Frankfurt.

## Colonna sonora

### Blade II Original Motion Picture Soundtrack
La colonna sonora del film è stata distribuita da Virgin Records e contiene i seguenti brani:
1. Blade Theme - 3:02 (Danny Saber, Marco Beltrami)
2. Cowboy - 5:31 (Eve, Fatboy Slim)
3. I Against I - 5:40 (Mos Def, Massive Attack)
4. Right Here, Right Now - 4:10 (Ice Cube, Paul Oakenfold)
5. Tao of the Machine - 3:17 (The Roots, BT)
6. Child of the Wild West - 4:14 (Cypress Hill, Roni Size)
7. The One - 3:44 (Busta Rhymes, Silkk the Shocker, Dub Pistols)
8. We Be Like This - 5:45 (Fabolous, Jadakiss, Danny Saber)
9. Gorillaz on My Mind - 4:30 (Redman, Gorillaz)
10. Gangsta Queens - 3:54 (Trina, Rah Digga, Groove Armada)
11. Phdream - 3:52 (Bubba Sparxxx, The Crystal Method)
12. Raised in the Hood - 3:26 (Volume 10, Roni Size)
13. Gettin' Aggressive - 3:39 (Mystikal, Moby)
14. Mind What You Say - 3:58 (Buppy)
15. Tonight The Star Revolt! - 2:42 (Powerman 5000)

### Blade II Original Motion Picture Score
Lo score del film, invece, è stato composto da Marco Beltrami.

#### Tracce
1. Nomack The Knife
2. Waiting For The Sun
3. Blade II (Main Title)
4. Suckheads Infiltrate
5. Nyssa Sucks
6. B Slice
7. House Of Pancakes
8. Blade Pops A Cold One
9. Family Feud
10. Charge Of The Light Grenade
11. Blade's Discharge
12. Priest Splits
13. Nomack Snacks
14. Back In Black
15. Nyssa Over Easy
16. Wind & The Willows (Abayo)

## Distribuzione

### Edizioni home video
Il DVD del film è stato distribuito da Eagle Pictures; il film è stato presentato sul mercato con i seguenti contenuti speciali:
- Commento audio del regista Guillermo del Toro e del produttore Peter Frankfurt;
- Commento audio di Wesley Snipes e dello sceneggiatore David S. Goyer;
- Colonna audio separata;
- Scene tagliate con commento opzionale del regista;
- The Blood Pact - Il patto di sangue: documentario interattivo;
- Ricostruzione delle scene: dalla sceneggiatura al set;
- Appunti del regista;
- Galleria di immagini;
- Video musicale di Child of the Wild West dei Cypress Hill & Roni Size;
- Guida al videogioco Blade II;
- Note di produzione;
- Trailers.

## Accoglienza

### Incassi
Il film ha incassato a livello mondiale $155,010,032 divenendo il maggior successo della trilogia.

### Critica
Blade II è stato accolto in maniera mista da parte della critica. Su Rotten Tomatoes ha una percentuale di gradimento del 57% basato su 150 recensioni, con un voto medio di 6 su 10. La critica ne ha lodato lo stile visivo, le performance degli attori, le scene d'azione e gli effetti speciali, mentre la sceneggiatura e lo sviluppo dei personaggi principali è stato soggetto a critiche.
Roger Ebert diede al film 3 stelle e mezza su 4, ritenendolo migliore del predecessore e scrivendo nella sua recensione che "Blade II è un vomitorio di visceri davvero piuttosto brillante, un fumetto con il sogno di diventare un libro di testo per chirurghi pazzi".
James Berardinelli invece diede due stelle e mezzo, etichettando la pellicola come "Un film per spettatori alla ricerca di intrattenimento rumoroso, insensato e rauco".

## Citazioni e riferimenti
- La maglietta indossata dal personaggio di Scud è una citazione del fumetto di Hellboy, eroe preferito di Guillermo del Toro. Inoltre Ron Perlman, che interpreta Reinhardt, ne vestirà i panni nei film Hellboy e Hellboy: The Golden Army;
- Viene usata nel film la frase "Un uomo senza paura!". È un omaggio ad un altro eroe della Marvel Comics: Daredevil;
- Quando il personaggio di Scud esclama, riferendosi a Blade "il cavaliere nero è tornato!", è un omaggio al supereroe Batman della DC Comics;
- Quando Blade taglia in due il personaggio di Reinhardt è un omaggio al manga Vampire Hunter D dove accade la stessa cosa[2];
- La vetrata della chiesa dove combattono Blade e Nomak è identica all'Occhio di Agamotto, medaglione usato da un altro personaggio dei fumetti Marvel Comics: Dottor Strange;
- In una scena nella quale alcuni membri dell'emobranco guardano la televisione, appare l'eroe mercenario Deadpool, sotto forma di cartone animato. Qualche minuto dopo, nel rifugio di Whistler, appaiono in televisione le Superchicche.
- L'incontro con Reinhardt in cui Blade lo colpisce al viso con una mano mentre agita una lama con l'altra è un omaggio al film ...continuavano a chiamarlo Trinità.
- Nella scena iniziale in discoteca mentre Blade cammina contro una parete appare la scritta SKRULL;
- Quando Blade è accolto da Damaskinos questi lo ringrazia per aver eliminato il Diacono Frost, principale villain del primo film.